# Last Scene (film)
Pour l'album musical, voir Last Scene.
Pour plus de détails, voir Fiche technique et Distribution.
Last Scene (ラストシーン) est un film japonais réalisé par Hideo Nakata, sorti en 2002.

## Synopsis
En 2000, un acteur à la retraite reprend du service pour un film à petit budget. Il est perturbé de retrouver une industrie froide et sans passion créatrice.

## Fiche technique
- Titre : Last Scene
- Titre original : ラストシーン
- Réalisation : Hideo Nakata
- Scénario : Takashige Ichise, Yoshihiro Nakamura et Ken'ichi Suzuki
- Musique : Gary Ashiya
- Photographie : Yonezō Maeda
- Montage : Nobuyuki Takahashi
- Production : Takashige Ichise, Matthew Jacobs et Hideo Nakata
- Société de production : Digital Nega, Jago Entertainment et Oz Productions
- Pays :  Japon et  Corée du Sud
- Genre : Comédie dramatique
- Durée : 99 minutes
- Dates de sortie : 
  -  Japon : 9 novembre 2002

## Distribution
- Hidetoshi Nishijima : Ken Mihara
- Yumi Asō : Keiko Yoshino
- Kumiko Asō
- Johny Yoshinaga : Mihara
- Mayumi Wakamura : Chizuru
- Michiyoshi Maeda
- Yoshiki Arizono
- Hiroshi Ohkōchi
- Yuka Sakano : l'infirmière
- Kōzō Satō
- Ken'ichi Takitō
- Yūki Tanaka
- Isao Yatsu

## Distinctions
Le film a été présenté en sélection officielle lors de la Berlinale 2003 dans la section Panorama.